# 钟春燕
钟春燕（1962年—），浙江海宁人，汉族，現任海南椰国食品有限公司总经理、中华人民共和国政治人物、第十二届全国人民代表大会海南地区代表。
2013年，担任全国人大代表。